# Kurjensaari (ö i Mellersta Finland)
Kurjensaari är en ö i Finland. Den ligger i sjön Pyhäjärvi och i kommunen Saarijärvi i den ekonomiska regionen  Saarijärvi-Viitasaari och landskapet Mellersta Finland, i den centrala delen av landet, 290 km norr om huvudstaden Helsingfors. Öns area är 93,5 hektar och dess största längd är 1,7 kilometer i sydväst-nordöstlig riktning.